# Cabela's Big Game Hunter 2010
Cabela's Big Game Hunter 2010 is een videospel ontwikkeld door Cauldron en uitgegeven door Activision op 29 september 2009. Big Game Hunter 2010 is een jachtspel en is uitgeven voor op de Xbox 360, PlayStation 3 en Wii.
De speler is een jager die kan jagen op roofdieren en groot- en klein wild in Montana, Colorado, Nieuw-Zeeland, Canada, Alaska, Finland, Siberië, Argentinië en Tanzania.
Net zoals in de andere jachtspellen van Cabela's hangt het succes van de jacht af van een hoop factoren. Zo moet de speler zorgen dat de dieren ontdekt worden door reuk, geluid of zicht. De beste manier is daarom om een dier te benaderen tegen de wind in, van achteren en kruipend. Nieuw in dit spel is dat er ook meer geluid wordt gemaakt op bepaalde ondergronden, bijvoorbeeld krakende bladeren en takken.

## Jachtdieren
Er zijn in totaal 46 jachtdieren. Sommige dieren, vooral roofdieren, zullen aanvallen wanneer de speler te dichtbij komt. Andere dieren, zoals herten, rennen weg wanneer ze de speler horen, zien of ruiken.

### Zoogdieren
- Witstaarthert
- Gaffelbok
- Muildierhert
- Poema
- Zwartstaarthert
- Dikhoornschaap
- Wapiti
- Amerikaanse zwarte beer
- Edelhert
- Wilde geit
- Damhert
- Grizzlybeer
- Sitkahert
- Dalls schaap
- Steenschaap
- Rendier
- Bosrendier
- Bruine beer

- Sneeuwschaap
- Oost-Siberische bruine beer
- Axishert
- Moeflon
- Waterbuffel
- Indische antilope
- Impala
- Kafferbuffel
- Grote koedoe
- Afrikaanse luipaard
- Bergkatoenstaartkonijn
- Kitvos
- Haas
- Amerikaanse haas
- Vos
- Sneeuwhaas
- Steppevos
- Jakhals

### Vogels
- Wilde eend
- Fazant
- Paradijscasarca
- Grote Canadese gans
- Alpensneeuwhoen
- Auerhoen
- Chileense taling
- Afrikaanse dwergkwartel
- Patrijs
- Nijlgans